# إينيس كوردوفا
إينيس كوردوفا (بالإسبانية: Inés Córdova)‏ هي رسامة بوليفية، ولدت في 1927 في بوتوسي في بوليفيا، وتوفيت في 19 مايو 2010 في لاباز في بوليفيا.